# Chrysosplenium kamtschaticum
Chrysosplenium kamtschaticum är en stenbräckeväxtart som beskrevs av Fisch. och Dc.. Chrysosplenium kamtschaticum ingår i släktet gullpudror, och familjen stenbräckeväxter. Inga underarter finns listade i Catalogue of Life.